# Andreína Gomes
Andreína Gomes Cornejo (Caracas, 17 de agosto de 1986) é uma modelo venezuelana. Ela foi a vencedora oficial do concurso Miss Turismo Planeta 2008, realizado em Thessaloniki, na Grécia, em julho de 2008. Andreína foi coroada Miss Continente Americano Venezuela 2009 no dia 12 de junho de 2009, durante o concurso Sambil Modelo / Miss Terra Venezuela 2009.
Ela também representou seu país, a Venezuela, no concurso Miss Continente Americano 2009, em Guayaquil (Equador), no dia 26 de setembro, ficando entre as 6 finalistas.